# Cournonterral
Cournonterral is een gemeente in het Franse departement Hérault (regio Occitanie). De plaats maakt deel uit van het arrondissement Montpellier. Cournonterral telde op 1 januari 2022 7.019 inwoners.

## Geografie
De oppervlakte van Cournonterral bedroeg op 1 januari 2022 28,62 vierkante kilometer; de bevolkingsdichtheid was toen 245,2 inwoners per km².

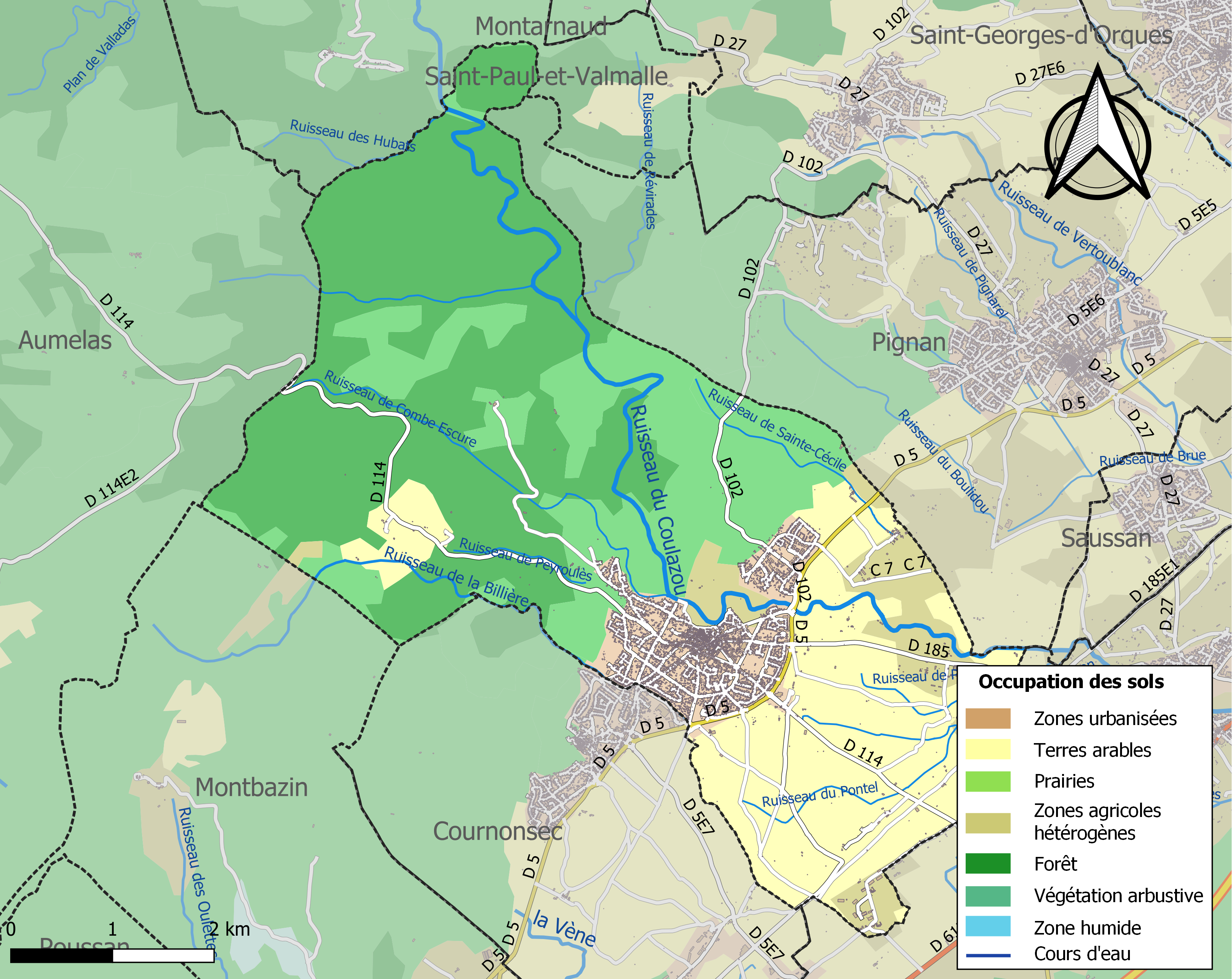
Kaart van de gemeente met belangrijkste infrastructuur, bodemgebruik en omliggende gemeenten

## Demografie
Onderstaande figuur toont het verloop van het inwonertal (bron: INSEE-tellingen).